# Stade national Morodok Techo
Le stade national Morodok Techo (khmer : កីឡដ្ឋានជាតិមរតកតេជោ) est un stade de football et d'athlétisme à Phnom Penh, au Cambodge. C'est le site principal du complexe sportif national Morodok Techo.
Construit de 2017 à 2021 en vue des Jeux d'Asie du Sud-Est de 2023, le nouveau stade doit remplacer le Stade olympique de Phnom Penh comme stade national du pays.
Le nom Morodok Techo signifie « l’héritage de Techo », où « Techo » signifie « le puissant ». L'expression fait référence au très long titre honorifique royal par lequel les médias locaux ont l’obligation d'appeler le premier ministre Hun Sen : « Samdech Akka Moha Sena Padei Techo Hun Sen ».

## Construction
Le complexe sportif national de Morodok Techo, qui comprend le stade principal, est construit spécifiquement pour l'organisation par le Cambodge des Jeux d'Asie du Sud-Est de 2023. La construction du complexe sportif débute en avril 2013 tandis que la construction du stade principal commence en août 2017. En mai 2014, lors d'une visite du Premier ministre Hun Sen à Pékin , le président chinois Xi Jinping promet de supporter les coûts et de construire le stade en phase 2. En mai 2015, Hun Sen présente les plans du nouveau stade national. A cette époque, le complexe sportif était achevé à 60 % . Le 4 avril 2017, le complexe sportif de 84 hectares, à environ 18 km au nord du centre de Phnom Penh, a été inauguré par Hun Sen. Le complexe comprend, entre autres, une salle polyvalente, un centre de natation, une salle de badminton et de tennis de table, un autre gymnase et une salle omnisports pour le basketball, le volleyball et le futsal, ainsi que d'autres installations sportives extérieures.
Le gouvernement chinois fournit une aide de 1,1 milliard de yuans chinois (environ 160 millions de dollars) pour la construction du stade qui a été développé par la China State Construction Engineering Corporation. Environ 340 ingénieurs chinois et 240 ouvriers et techniciens cambodgiens ont participé à la construction. En janvier 2019, l'installation des sièges est terminée.

## Architecture et conception
La structure du stade national Morodok Techo est dessinée pour ressembler à un voilier. Il s'agit d'un symbole des relations entre le Cambodge et la Chine, car les premiers Chinois arrivés dans le pays sont venus par bateaux. Le stade mesure 39,9 m de haut, avec deux structures en "proue" s'élevant à 99 m de haut, qui sont conçues pour faire allusion au  Sampeah, le geste de salutation khmer. Le design de l'ensemble du stade est basé sur la fleur de Rumduol, un des symboles du Cambodge et, il est entouré par des douves, similaires à celles visibles à Angkor Wat. Prévu pour avoir une capacité de 75 000 places assises,, sa capacité est finalement de 60 000 places.